# Sext Afrani Burrus
Sext Afrani Burrus (llatí: Sextus Afranius Burrus) va ser un general romà del segle i, sota els emperadors Claudi i Neró. Formava part de la gens Afrània, una gens romana d'origen plebeu.
Claudi el va nomenar prefecte del pretori l'any 52 per recomanació de la seva esposa Agripina, ja que ella volia tenir influència amb els pretorians, per poder defensar la pujada al tron de Neró. Afrani Burrus i Sèneca van dirigir l'educació de Neró i ambdós van procurar influir en el jove príncep per tal que agafés hàbits virtuosos. Mentre la mare de Neró, Agripina, era partidària de seguir un model de poder anàleg al de Claudi, els partidaris de Burrus i Sèneca volien donar més poder al Senat.
En morir Claudi l'any 55, Burrus, d'acord amb Agripina, va proclamar Neró, al que va portar a la prefectura del pretori on va ser aclamat pels pretorians. Sembla que el paper d'Afrani va ser essencial per al nomenament del nou emperador. Juntament amb Sèneca, es va oposar a les execucions que va ordenar Agripina al començament del regnat del seu fill.
Quan l'any 60 Neró va intentar matar la seva mare, però aquesta se'n va sortir, l'emperador va consultar a Afrani Burrus i Sèneca esperant que aquests l'ajudarien a acabar la feina, però van refusar i Afrani Burrus va fer constar que els pretorians estaven per protegir tota la casa del cèsar. També es va oposar al desig de Neró de matar la seva dona Octàvia.
Neró, que ja havia amenaçat Afrani de separar-lo del seu càrrec, finalment va decidir donar-li mort. Quan Agripina va morir assassinada el 62, Afrani Burrus va caure en desgràcia i poc després (l'any 63) va morir, molts pensen que enverinat. Tàcit diu que podria haver mort de malaltia o de verí, mentre d'altres autors no dubten del verí. La mort d'Afrani Burrus va ser sentida per molta gent, i Sèneca va acabar de perdre la influència davant de l'emperador en quedar-se sense aliat.